# Charles Fabian Figueiredo Santos
Charles Fabian Figueiredo Santos (nacido el 12 de abril de 1968) es un entrenador de fútbol brasileño y exjugador, que jugó como delantero.

## Trayectoria

### Como futbolista
Charles fue elegido para la Copa América de 1989 mientras jugaba para el Esporte Clube Bahia en su estado natal de Bahía. Fue eliminado del equipo final días antes del partido inaugural de Brasil contra Venezuela en la ciudad de Salvador. El partido se jugó en un estadio medio lleno, se quemó la bandera de Brasil y se abucheó el himno nacional, mientras se lanzaban bengalas al banquillo brasileño. Carlos agradeció el apoyo que se le brindó, pero rechazó la quema de la bandera. 
Charles fue el máximo goleador del Campeonato Brasileiro Série A de 1990 con 11 goles. Fue el segundo jugador de un club del noreste brasileño en hacerlo después de Ramón para el Santa Cruz Esporte Clube en 1973 y la hazaña solo ha sido repetida por Diego Souza para el Sport Club do Recife en 2016.

### Como entrenador
Charles tuvo dos períodos como entrenador interino de Bahía en 2006, y otro en 2014, ya que el club cambió de entrenador, en un récord brasileño 63 veces entre 2003 y 2018. El 7 de octubre de 2015 fue contratado de forma permanente en lugar de Sérgio Soares para la conclusión del Campeonato Brasileiro Série B 2015. Habiendo perdido la promoción, fue reemplazado por Doriva.
El 3 de febrero de 2017 Charles abandonó Anápolis Futebol Clube de mutuo acuerdo tras presidir un empate y una derrota en los dos primeros partidos del Campeonato Goiano 2017.

## Clubes

### Como futbolista
| Club                | País      | Año         |
| ------------------- | --------- | ----------- |
| Bahía               | Brasil    | 1988 - 1989 |
| Málaga              | España    | 1990        |
| Bahía               | Brasil    | 1990        |
| Cruzeiro            | Brasil    | 1991 - 1992 |
| Boca Juniors        | Argentina | 1992 - 1993 |
| Grêmio              | Brasil    | 1993        |
| Bahía               | Brasil    | 1994 - 1996 |
| Flamengo            | Brasil    | 1996        |
| Matonense           | Brasil    | 1997 - 1998 |
| Desportiva Capixaba | Brasil    | 1998        |
| Camaçari            | Brasil    | 2000        |

### Como entrenador
| Club     | País   | Año  |
| -------- | ------ | ---- |
| Bahía    | Brasil | 2006 |
| Votoraty | Brasil | 2007 |
| Icasa    | Brasil | 2008 |
| Camaçari | Brasil | 2008 |
| Bahía    | Brasil | 2014 |
| Bahía    | Brasil | 2015 |
| Anápolis | Brasil | 2017 |

## Palmarés

### Jugador

#### Club
Bahía
- Brasileraõ: 1

1988

#### Individual
- Máximo goleador de la Liga Brasileña: 1990
- Máximo goleador de la Liga Estatal de Río de Janeiro: 1994